# Africallagma glaucum
Africallagma glaucum är en trollsländeart som först beskrevs av Hermann Burmeister 1839.  Africallagma glaucum ingår i släktet Africallagma och familjen dammflicksländor. IUCN kategoriserar arten globalt som livskraftig. Inga underarter finns listade i Catalogue of Life.